# Гомастапур (подокруг)
Гомастапур (бенг. গোমস্তাপুর, англ. Gomastapur) — подокруг на северо-западе Бангладеш. Входит в состав округа Навабгандж. Административный центр — город Гомастапур. Площадь подокруга — 318,13 км². По данным переписи 1991 года численность населения подокруга составляла 191 972 человека. Плотность населения равнялась 603 чел. на 1 км². Уровень грамотности населения составлял 21,9 %. Религиозный состав: мусульмане — 91,17 %, индуисты — 8,22 %, христиане — 0,52 %, прочие — 0,09 %.